# Se fosse a modo mio
Se fosse a modo mio (If I Had My Way) è un film del 1940 diretto da David Butler.
Il film ha nel cast il famoso cantante Bing Crosby, allora all'apice della sua popolarità, affiancato della giovanissima Gloria Jean, all'epoca tredicenne, alla sua seconda interpretazione cinematografica. Tra gli altri interpreti, Charles Winninger, Allyn Joslyn, El Brendel, Claire Dodd, Moroni Olsen.

## Trama
Alla vigilia del completamento della campata finale del Golden Gate Bridge, il costruttore Fred Johnson è vittima di un incidente, lasciando la piccola Patricia affidata ai suoi due migliori amici, Buzz Blackwell e Axel Swenson. I due portano la ragazzina a New York, dallo zio Jarvis Johnson. Ma questi è troppo occupato con la propria vita sociale per occuparsi della piccola e, per disfarsi di quell'oneroso incarico, nega di essere suo zio. Patricia viene così affidata a due altri parenti, Joe e Marian Johnson, due attori di rivista che, pur senza un soldo, sono entusiasti di accogliere la bambina.

Mentre Buzz si prepara a tornare a San Francisco, Axel, ubriaco, usa i loro risparmi per comperare un ristorante svedese dal suo vecchio amico Gustav Erickson. Con l'aiuto dei vecchi compagni di vaudeville dei Johnson trasforma il locale in un Tin Type Club e, per finanziare l'impresa, inganna Jarvis nell'acquisto di alcune azioni senza valore.

Scoprendo di essere stato derubato, Jarvis visita il club la sera della prima e minaccia di arrestare Buzz per frode. Fortunatamente, il club promette di diventare un successo, spingendo John Blair, il direttore della banca che cerca di curare gli interessi di Patricia, a prestare a Buzz i soldi che gli servono a ripagare Jarvis. Con il loro futuro finanziario assicurato, per i membri del clan Johnson è il momento di riconciliarsi.

## Produzione
Il film, di genere musicale, fu prodotto dall'Universal Pictures in bianco e nero e usando il sistema sonoro Western Electric Mirrophonic. La lavorazione del film iniziò ai primi di febbraio 1940.

## Distribuzione
Distribuito dalla Universal Pictures, il film uscì nelle sale statunitensi il 26 aprile 1940. A New York, venne presentato il 5 maggio 1940.

## Musica
Le musiche di repertorio furono curate da Ralph Freed, Frank Skinner e Charles Previn che non risultano accreditati nei titoli di testa. Previn compare invece come direttore d'orchestra e Skinner come orchestratore.

### Canzoni
La pellicola è ricca di canzoni, cantate da Crosby e dalla Jean.
- Meet the Sun Halfway, parole e musica di James V. Monaco e Johnny Burke, interpretata da Bing Crosby e Gloria Jean
- I Haven't Time to Be a Millionaire, parole e musica di James V. Monaco e Johnny Burke, interpretata da Bing Crosby, Gloria Jean ed El Brendel
- Pessimistic Character, parole e musica di James V. Monaco e Johnny Burke, interpretata da Bing Crosby, Gloria Jean, El Brendel, Charles Winninger e Nana Bryant
- April Played the Fiddle, parole e musica di James V. Monaco e Johnny Burke, interpretata da Bing Crosby e Six Hits and a Miss
- If I Had My Way, parole e musica di James Kendis e Lou Klein, interpretata da Bing Crosby
- Little Grey Home in the West, parole e musica di Herman Lohr e D. Eardley-Wilmot, interpretata da Gloria Jean
- Ida, parole e musica di Eddie Leonard, interpretata da Eddie Leonard con Six Hits and a Miss
- Rings on My Fingers, parole e musica di Maurice Scott e Weston and Barnes, interpretata da Blanche Ring with Six Hits and a Miss